# Teodoro (prefeito pretoriano da África sob Justino II)
Teodoro (em latim: Theodorus; em grego: Θεόδωρος; romaniz.: Theódoros; m. 570) foi um oficial bizantino do século VI, ativo durante o reinado do imperador Justino II (r. 565–578). Sabe-se que por volta de 569 ocupava a posição de prefeito pretoriano da África. Justino II lhe endereçou uma constituição datada de 1 de março de 570, que confirma que estava ocupando tal ofício. No mesmo ano, conforme relatado na crônica de João de Biclaro, foi morto por mouros revoltosos.